# Terraza costera

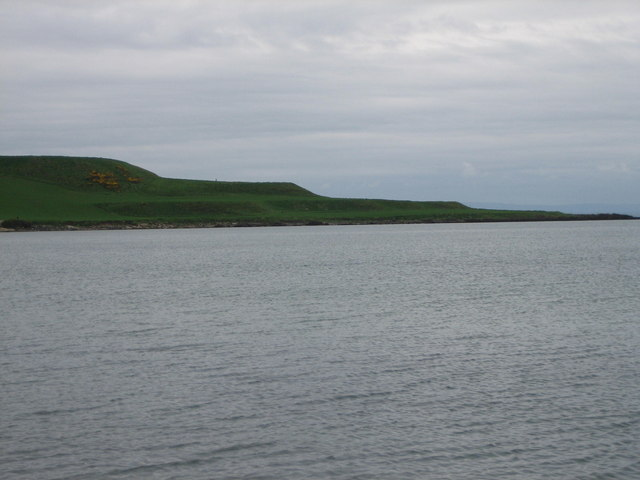
Un conjunto de terrazas costeras en Kincraig Point, en Escocia.

Una terraza costera, terraza marina o playa elevada es una superficie de origen marino relativamente plana, horizontal o ligeramente inclinada, principalmente una antigua plataforma de abrasión que se ha levantado de la esfera de actividad de las olas (a veces llamada "huella"). Así, se encuentra por encima o por debajo del nivel del mar actual, dependiendo del momento de su formación. Está delimitado por una pendiente ascendente más pronunciada en el lado hacia tierra adentro y una pendiente descendente más pronunciada hacia el lado del mar (a veces llamada "subida"). Debido a su forma generalmente plana, se usa a menudo para estructuras antropogénicas como asentamientos e infraestructura.
Una playa elevada es un relieve costero emergente . Las playas elevadas y las terrazas marinas son playas o plataformas cortadas por olas que se elevan por encima de la costa por una caída relativa del nivel del mar.
En todo el mundo, una combinación de levantamientos costeros tectónicos y fluctuaciones del nivel del mar en el Cuaternario ha dado como resultado la formación de secuencias de terrazas marinas, la mayoría de las cuales se formaron durante alturas interglaciares separadas que pueden correlacionarse con etapas de isótopos marinos (MIS).

## Morfología

Secuencia típica de erosión de terrazas marinas. 1) acantilado / rampa de marea baja con deposición, 2) plataforma moderna de orilla (corte de ola / abrasión), 3) muesca / borde interior, ángulo moderno de la costa, 4) acantilado moderno, 5) antigua rasa mareal, 6) ángulo paleolitoral, 7) acantilado paleomarino, 8) depósitos de cubierta de terraza/depósitos marinos, coluvión, 9) abanico aluvial, 10) acantilado y plataforma costera deteriorados y cubiertos, 11) paleo-nivel del mar I, 12) paleo-nivel del mar II. según varios autores

La plataforma de una terraza costera generalmente tiene un gradiente entre 1°–5° dependiendo del rango de marea anterior, comúnmente con un perfil lineal a cóncavo. El ancho es bastante variable, alcanzando hasta 1000 m, y parece diferir entre los hemisferios norte y sur. Los acantilados que delimitan la plataforma pueden variar en pendiente dependiendo de los roles relativos de los procesos marinos y subaéreos. En la intersección de la plataforma anterior de la rasa mareal y la cara del acantilado ascendente, la plataforma comúnmente conserva un ángulo de la costa o borde interior (muesca) que indica la ubicación de la costa en el momento de la máxima entrada del mar y, por lo tanto, un paleo-nivel del mar. Las plataformas subhorizontales suelen terminar en un acantilado de marea baja, y se cree que la aparición de estas plataformas depende de la actividad de las mareas.  Las terrazas marinas pueden extenderse por varias decenas de kilómetros paralelas a la costa.
Las terrazas más antiguas están cubiertas por materiales marinos y/o aluviales o coluviales, mientras que los niveles superiores de las terrazas generalmente están menos bien conservados. Mientras que las terrazas costeras en áreas de tasas de elevación relativamente rápidas (>1 mm/año) a menudo se pueden correlacionar con períodos o etapas interglaciares individuales, los que se encuentran en áreas de tasas de elevación más lentas pueden tener un origen policíclico con etapas de retorno del nivel del mar después de períodos de exposición a la intemperie.
Las terrazas costeras pueden estar cubiertas por una amplia variedad de suelos con historias complejas y diferentes edades. En áreas protegidas, se pueden encontrar materiales parentales arenosos alóctonos de depósitos de tsunamis. Los tipos de suelo comunes que se encuentran en las terrazas marinas incluyen planosoles y solonetz.

## Formación
En la actualidad, se cree ampliamente que las terrazas marinas se forman durante los altos separados de las etapas interglaciares correlacionadas con las etapas de isótopos marinos (MIS, por sus siglas en inglés).

### Causas

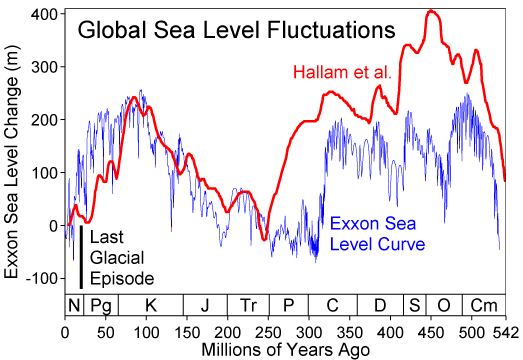
Comparación de dos reconstrucciones del nivel del mar durante las últimas 500 Ma. La escala de cambio durante la última transición glacial/interglaciar se indica con una barra negra.

La formación de terrazas marinas está controlada por cambios en las condiciones ambientales y por la actividad tectónica durante los últimos tiempos geológicos. Los cambios en las condiciones climáticas han provocado oscilaciones eustáticas del nivel del mar y movimientos isostáticos de la corteza terrestre, especialmente con los cambios entre los períodos glacial e interglacial.
Los procesos de eustatismo conducen a fluctuaciones glacioeustáticas del nivel del mar debido a cambios del volumen de agua en los océanos y, por lo tanto, a regresiones y transgresiones de la costa. En momentos de máxima extensión glacial durante el último período glacial, el nivel del mar era de unos 100 metros (328,1 pies) más bajo en comparación con la actualidad. Los cambios eustáticos del nivel del mar también pueden ser causados por cambios en el volumen vacío de los océanos, ya sea por sedimento-eustasia o tectono-eustasia.
Los procesos de isostasia implican el levantamiento de cortezas continentales junto con sus costas. Hoy en día, el proceso de ajuste isostático glacial se aplica principalmente a las áreas glaciares del Pleistoceno. En Escandinavia, por ejemplo, la tasa actual de elevación alcanza hasta 10 mm/año.
En general, las terrazas costeras eustáticas se formaron durante alturas separadas del nivel del mar de etapas interglaciares y pueden correlacionarse con etapas isotópicas de oxígeno marino. Las terrazas marinas glacioisostáticas se crearon principalmente durante las paradas de la elevación isostática. Cuando la eustasia fue el factor principal para la formación de terrazas costeras, las fluctuaciones derivadas del nivel del mar pueden indicar anteriores cambios climáticos. Esta conclusión debe tratarse con cuidado, ya que los ajustes isostáticos y las actividades tectónicas pueden compensarse en exceso con un aumento eustático del nivel del mar. Por tanto, en áreas de influencias tanto eustáticas como isostáticas o tectónicas, el curso de la curva del nivel relativo del mar puede ser complicado. Por lo tanto, la mayoría de las secuencias de terrazas marinas de hoy se formaron por una combinación de elevación costera tectónica y fluctuaciones del nivel del mar en el Cuaternario.
Los levantamientos tectónicos espasmódicos también pueden conducir a escalones marcados en las terrazas, mientras que los cambios suaves relativos del nivel del mar pueden no resultar en terrazas obvias, y sus formaciones a menudo no se denominan terrazas marinas.

### Procesos
Las terrazas costeras a menudo son el resultado de la erosión marina a lo largo de las líneas costeras rocosas en regiones templadas debido al ataque de las olas y los sedimentos transportados por ellas. La erosión también tiene lugar en relación con la meteorización y la cavitación. La velocidad de la erosión depende en gran medida del material del litoral (dureza de la roca), la batimetría y las propiedades de la roca madre y puede oscilar entre unos pocos milímetros por año para las rocas graníticas y más de 10 metros por año para eyecciones volcánicas. El retroceso del acantilado del mar genera una rasa mareal través del proceso de abrasión. Un cambio relativo del nivel del mar conduce a regresiones o transgresiones y eventualmente forma otra terraza (de corte marino) a una altitud diferente mientras que las muescas en la cara del acantilado indican paradas cortas.
Se cree que el gradiente de la terraza aumenta con el rango de las mareas y disminuye con la resistencia de las rocas. Además, la relación entre el ancho de la terraza y la resistencia de la roca es inversa, y las tasas más altas de levantamiento y hundimiento, así como una mayor pendiente del hinterland, aumentan el número de terrazas formadas durante un cierto tiempo.
Además, las plataformas costeras están formadas por la denudación y las terrazas construidas por el mar surgen de acumulaciones de materiales removidos por la erosión costera. Así, una terraza marina puede formarse tanto por erosión como por acumulación. Sin embargo, existe un debate en curso sobre el papel de la erosión de las olas y la meteorización en la formación de plataformas costeras.
Los arrecifes de coral elevados son otro tipo de terraza marina que se encuentra en las regiones intertropicales. Son el resultado de la actividad biológica, el avance de la costa y la acumulación de materiales arrecifales.
Si bien una secuencia de terraza puede remontarse a cientos de miles de años, su degradación es un proceso bastante rápido. Por un lado, una trasgresión más profunda de los acantilados hacia la costa puede destruir por completo las terrazas anteriores; por otro lado, las terrazas más antiguas pueden estar deterioradas o cubiertas por depósitos, coluvios o abanicos aluviales.  La erosión y el desgaste de las laderas causadas por corrientes incisivas juegan otro papel importante en este proceso de degradación.

## Cartografía y topografía

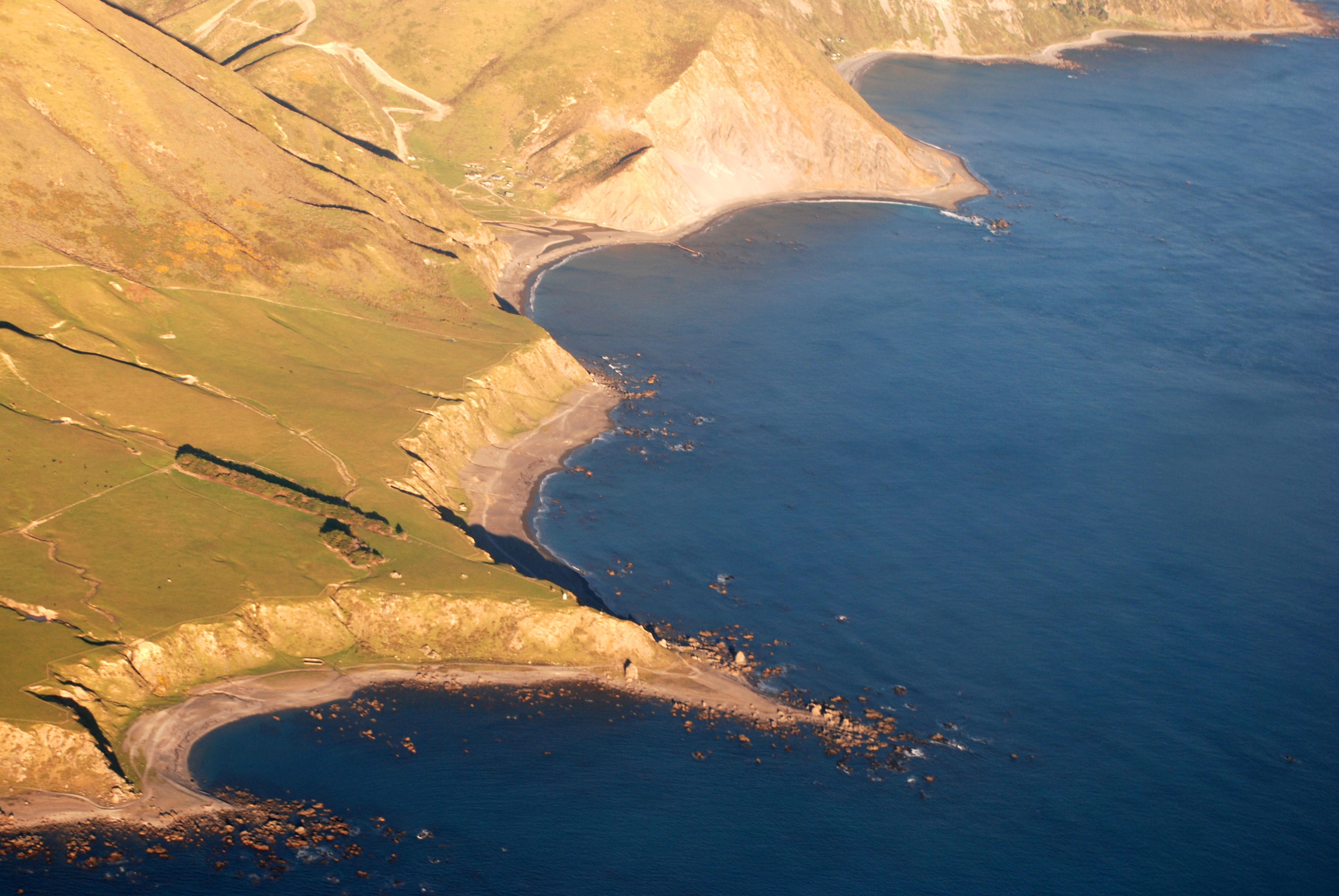
Fotografía aérea de la terraza marina más baja en Tongue Point, Nueva Zelanda

Para interpretaciones exactas de la morfología, se aplican dataciones extensivas, topografía y mapeo de terrazas marinas. Esto incluye la interpretación fotográfica aérea estereoscópica (ca. 1:10,000 - 25,000), inspecciones in situ con mapas topográficos (ca. 1:10,000) y análisis de material erosionado y acumulado. Además, la altitud exacta se puede determinar con un barómetro aneroide o preferiblemente con un instrumento de nivelación montado en un trípode. Debe medirse con una precisión de 1 cm y aproximadamente cada 50-100 metros, dependiendo de la topografía. En áreas remotas se pueden aplicar técnicas de fotogrametría y taqueometría.

## Correlación y datación
Se pueden utilizar y combinar diferentes métodos de datación y correlación de terrazas marinas.

### Datación correlacional
El enfoque morfoestratigráfico se centra especialmente en regiones de regresión marina en la altitud como el criterio más importante para distinguir líneas costeras de diferentes edades. Además, las terrazas marinas individuales pueden correlacionarse en función de su tamaño y continuidad. También se pueden utilizar paleo-suelos, así como formas de relieve y sedimentos glaciales, fluviales, eólicos y periglaciares para encontrar correlaciones entre terrazas. En la isla Norte de Nueva Zelanda, por ejemplo, se utilizaron tefra y loess para fechar y correlacionar las terrazas marinas. En el avance terminal de los antiguos glaciares, las terrazas marinas pueden correlacionarse por su tamaño, ya que su ancho disminuye con la edad debido al lento deshielo de los glaciares a lo largo de la línea costera. 
El enfoque litoestratigráfico utiliza secuencias típicas de sedimentos y estratos rocosos para probar las fluctuaciones del nivel del mar sobre la base de una alternancia de sedimentos terrestres y pelágicos o sedimentos litorales y marinos poco profundos. Esos estratos muestran capas típicas de patrones transgresores y regresivos. Sin embargo, una discordancia en la secuencia de sedimentos podría dificultar este análisis.
El enfoque bioestratigráfico utiliza restos de organismos que pueden indicar la edad de una terraza costera. Para eso, se suelen utilizar conchas de moluscos, foraminíferos o polen . Especialmente, las conchas de moluscos pueden mostrar propiedades específicas dependiendo de su profundidad de sedimentación, por lo que pueden utilizarse para estimar las antiguas profundidades del agua.
Las terrazas marinas a menudo se correlacionan con etapas isotópicas de oxígeno marino y también se pueden fechar aproximadamente utilizando su posición estratigráfica.

### Datación directa
Existen varios métodos para la datación directa de terrazas marinas y sus materiales relacionados, incluida la datación por radiocarbono 14C, que es el más común. Así, por ejemplo, este método se ha utilizado en la isla Norte de Nueva Zelanda para realizar a datación de varias terrazas costeras. Utiliza materiales biogénicos terrestres en sedimentos costeros como conchas de moluscos analizando el isótopo 14C. En algunos casos se aplicó la datación basada en la relación 230Th / 234U, aunque en caso de contaminación por detritos o bajas concentraciones de uranio se encontró que era difícil una datación de alta resolución. En un estudio en el sur de Italia, se utilizó el paleomagnetismo para realizar dataciones paleomagnéticas y la datación por luminiscencia (OSL) se utilizó en diferentes estudios sobre la falla de San Andrés y la falla cuaternaria de Eupcheon en Corea del Sur. En la última década, la datación de las terrazas marinas se ha mejorado desde la llegada del método de los nucleidos cosmogénicos terrestres, y en particular mediante el uso de isótopos cosmogénicos 10Be y 26Al producidos in situ, los cuales registran la duración de la exposición de la superficie a los rayos cósmicos.
Para calcular el nivel del mar eustático para cada terraza datada, se supone que se conoce la posición del nivel del mar eustático correspondiente a, al menos, una terraza costera, y que la tasa de elevación se ha mantenido esencialmente constante en cada sección.

## Relevancia para otras áreas de investigación

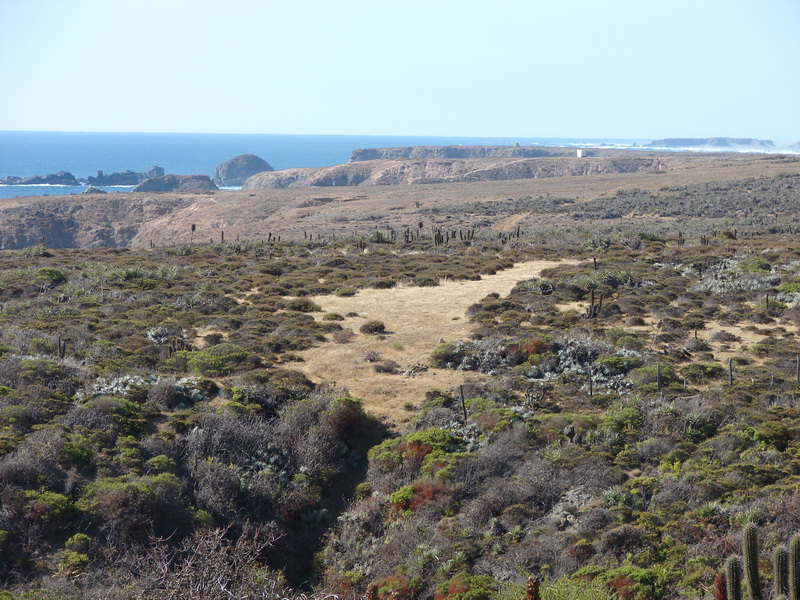
Terrazas costeras al sur del río Choapa en Chile. Estas terrazas han sido estudiadas entre otros por Roland Paskoff.

Las terrazas costeras juegan un papel importante en la investigación sobre tectónica y terremotos. Pueden mostrar patrones y tasas de elevación tectónica y, por lo tanto, pueden usarse para estimar la actividad tectónica en una región determinada. En algunos casos, los accidentes geográficos secundarios expuestos pueden correlacionarse con eventos sísmicos conocidos, como el terremoto de Wairarapa de 1855 en la falla de Wairarapa cerca de Wellington, Nueva Zelanda, que produjo un terremoto de 2,7 metros (3 yd) elevación. Esta cifra se puede estimar a partir del desplazamiento vertical entre las costas elevadas de la zona.
Además, con el conocimiento de las fluctuaciones eustáticas del nivel del mar, se puede estimar la velocidad del levantamiento isostático y, finalmente, se puede reconstruir el cambio de los niveles relativos del mar para ciertas regiones. Por lo tanto, las terrazas costeras también proporcionan información para la investigación sobre el cambio climático y las tendencias en los cambios futuros del nivel del mar.

## Ejemplos destacados

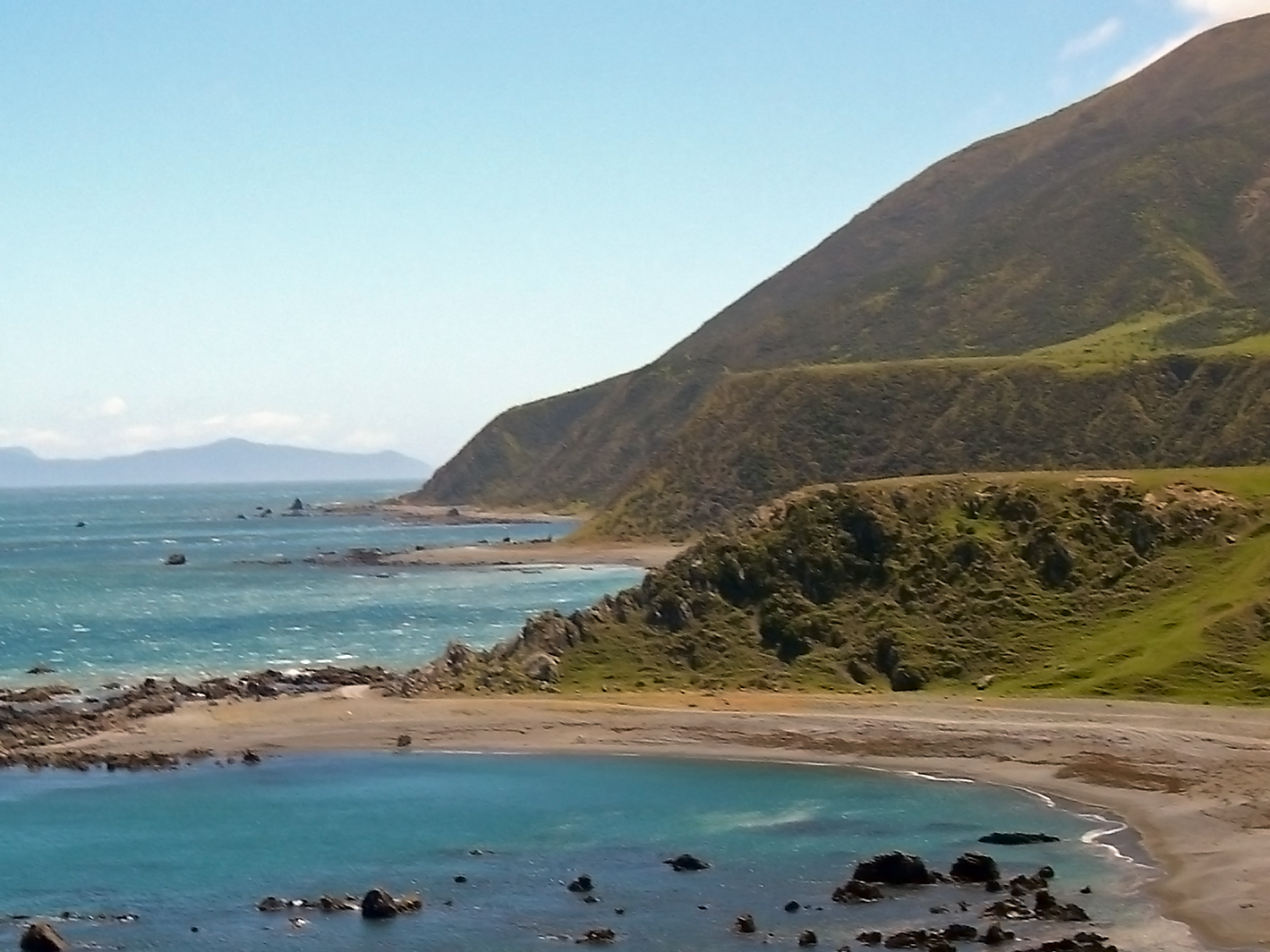
Terrazas cuaternarias en Tongue Point, Nueva Zelanda

Las playas elevadas se encuentran en una amplia variedad de costas y antecedentes geodinámicos como la subducción en la costa pacífica de América del Sur (Pedoja et al., 2006), de América del Norte, el margen pasivo de la costa atlántica de América del Sur (Rostami et al., 2000), contexto de colisión en la costa del Pacífico de Kamchatka (Pedoja et al., 2006), Papúa Nueva Guinea, Nueva Zelanda, Japón (Ota y Yamaguchi, 2004), el margen pasivo de la costa del mar de China Meridional (Pedoja et al., en prensa), en las costas atlánticas orientadas al oeste, como la bahía de Donegal, y los condados de Cork y Kerry en Irlanda; Bude, Widemouth Bay, Crackington Haven, Tintagel, Perranporth y St Ives en Cornualles, el valle de Glamorgan, la península de Gower, Pembrokeshire y la bahía de Cardigan en Gales, las islas de Jura y Arran en Escocia, Finisterre en Bretaña y Galicia en el norte de España, y en Squally Point en Eatonville, Nueva Escocia, dentro del Parque Provincial Cape Chignecto .
Otros sitios importantes incluyen varias costas de Nueva Zelanda, como Turakirae Head, cerca de Wellington, es uno de los mejores y más estudiados ejemplos del mundo. También a lo largo del estrecho de Cook en Nueva Zelanda hay una secuencia bien definida de terrazas marinas elevadas desde finales del Cuaternario en Tongue Point. Cuenta con una terraza inferior bien conservada del último interglaciar, una terraza superior ampliamente erosionada del penúltimo interglaciar y otra terraza aún más alta, que está casi completamente deteriorada. Además, en la isla Norte de Nueva Zelanda al este de Bay of Plenty se ha estudiado una secuencia de siete terrazas marinas.

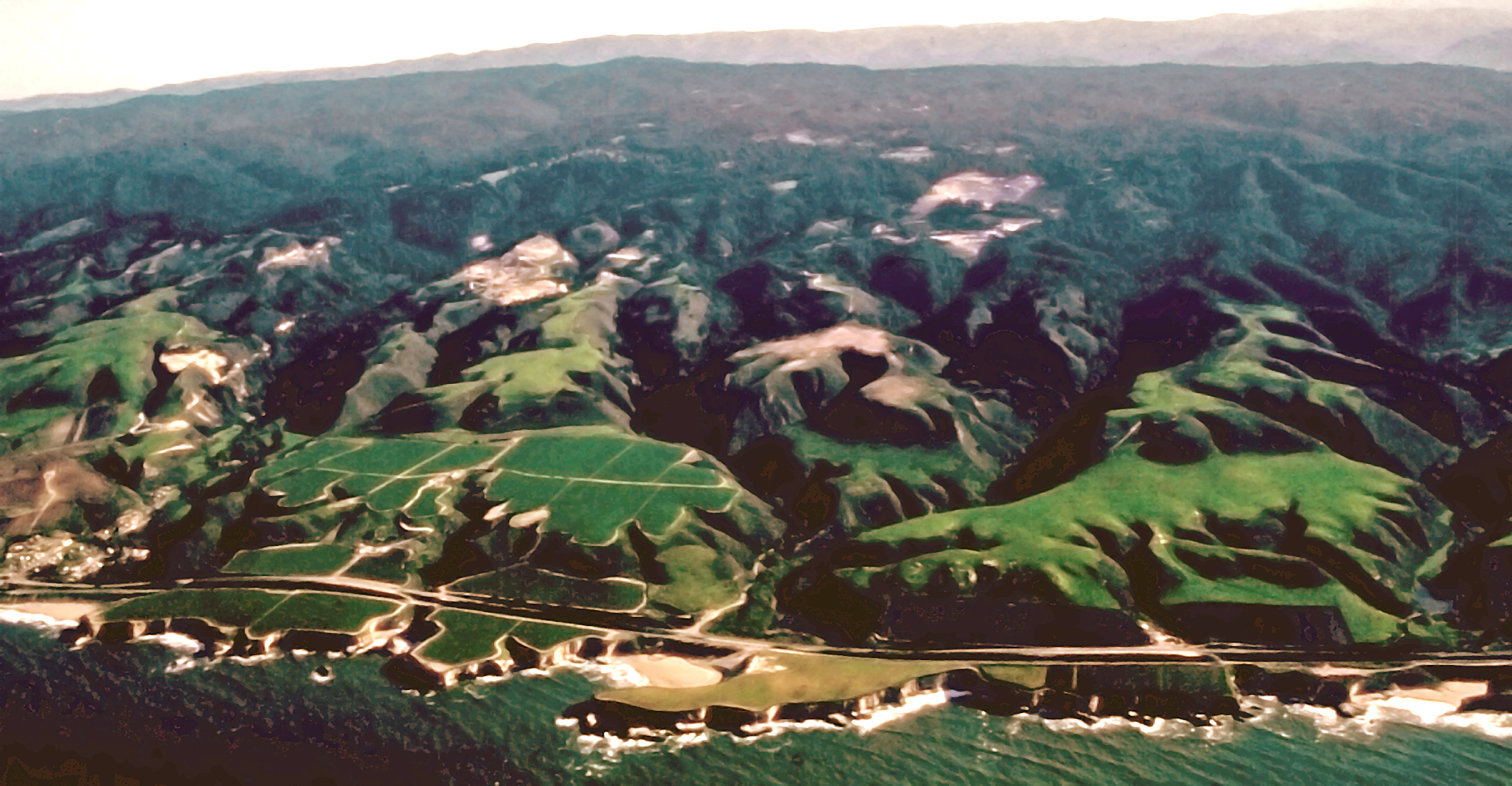
Fotografía aérea de la costa marina en terrazas al norte de Santa Cruz, California, obsérvese que la ruta estatal 1 corre junto a la costa a lo largo de las terrazas inferiores.

A lo largo de muchas costas del continente e islas alrededor del Pacífico, las terrazas marinas son características costeras típicas. Una línea costera con terrazas marinas especialmente prominente se puede encontrar al norte de Santa Cruz, cerca de Davenport, California, donde las terrazas probablemente se han levantado por repetidos terremotos deslizantes en la falla de San Andrés. Hans Jenny hizo una célebre investigación sobre los bosques pigmeos de las terrazas marinas de los condados de Mendocino y Sonoma. La "escalera ecológica" de la terraza marina del Parque Estatal Salt Point también está limitada por la falla de San Andrés.
A lo largo de las costas de América del Sur están presentes las terrazas marinas, donde las más altas están situadas donde los márgenes de las placas se encuentran por encima de las dorsales oceánicas subducidas y ocurren las tasas más altas y más rápidas de levantamiento. En el cabo Laundi, isla Sumba, Indonesia, se puede encontrar un antiguo arrecife de coral a 475 metros sobre el nivel del mar como parte de una secuencia de terrazas de arrecifes de coral con once terrazas de un ancho mayor a los 100 m. Las terrazas marinas de coral en la península de Huon, Nueva Guinea, que se extienden sobre 80 km y se elevan sobre 600 m sobre el nivel actual del mar encuentran actualmente en la lista tentativa de sitios del patrimonio mundial de la UNESCO con el nombre de Houn Terraces - Stairway to the Past (Terrazas de Houn - escalera al pasado).
Otros ejemplos considerables incluyen terrazas marinas que se elevan hasta 360 m en algunas islas de Filipinas y a lo largo de la costa mediterránea del norte de África, especialmente en Túnez, elevándose hasta los 400 m.